# П'єр Дю Ріє
П'єр Дю Ріє (фр. Pierre Du Ryer; 1605 — 6 жовтня 1658) — французький драматург, письменник, історик, перекладач.

## Біографія
Народився у Парижі в 1605 році. Батько, Ісаак Дю Ріє, був цікавою особистістю в літературі у свій час, поет. Про маму П'єра нічого не відомо. Дитинство пройшло в театральному середовищі. Отримав хорошу освіту і готувався до юридичної кар'єри. Його найвідоміші ранні твори це група коротких віршів на латинській мові, які були надруковані у 1624 році, як вступ до Temps perdu — видання його батька.
У 1621 році П'єра названо секретарем королівської палати (secretaire de la chambre du roy). Потім він був радником та секретарем короля та його фінансів (conseiller et secretaire du roy et de ses finances). Після одруження не міг забезпечувати свою сім'ю і був змушений продати посаду у 1633 році. Став секретарем герцога Сезара Вандомського.
В період 1633—1640 Дю Ріє експериментує з різними драматичними формами, пише трагікомедії і починає займатись перекладами. Після 1640 року забезпечує сім'ю лише своїми п'єсами та перекладами.
Його переклад філософа Лівія був присвячений королеві Швеції Христині, переклад Севера — певному пану Дю Мас. Після 1640 року він більше не присвячував нікому своїх робіт. Його переклади Цицерона, Страда, Геродота, Фрейншейма, Сенеки, Лівія, Полібія і Овідія залишались популярними до кінця 17-го і початку 18-го століття.
Робота драматурга та перекладача привела його до Французької академії 21 листопада 1646 року. Члени Академії тоді вважали П'єра Дю Ріє рівнею П'єру Корнелю. Він був наступником одного із засновників закладу і став його дев'ятнадцятим членом.
Приблизно в цей час П'єр переселився у село Пікпус.
Перша дружина була міщанка Женев'єв Фуньє, яка народила принаймні чотирьох дітей — Лукреція, П'єр, Елізабет, Марта. Невдовзі після смерті Женев'єв у 1953 році, він одружується знову з Марі де Боннер. Вони мали принаймні ще одну дитину. Хоча одруження з Марі принесло йому достатньо грошей, що дозволяло прожити останні роки в комфорті, П'єр Дю Ріє не перестав займатись перекладом до кінця свого життя.
Помер 6 жовтня 1658 року.

## П'єси
- Aretaphile, трагікомедія (1628)
- Clitophon, трагікомедія (1628)
- Argenis et Poliarque, трагікомедія, перше видання (1630)
- Argenis, трагікомедія, друге видання (1631)
- Lisandre et Caliste, трагікомедія (1632)
- Amarillis, пастораль (1631)
- Alcimedon, трагікомедія (1634)
- Les Vendanges de Suresne, комедія (1636)
- Cleomedon, трагікомедія (1635)
- Lucrece, трагедія (1637)
- Alcionee, трагедія (1640)
- Clarigene, трагікомедія (1638)
- Saul, трагедія (1642)
- Esther, трагедія (1643)
- Scevole, трагедія (1647)
- Berenice, трагікомедія (1645)
- Thémistocle, трагедія (1648)
- Nitocris, трагікомедія (1650)
- Dynamis, трагікомедія (1653)
- Anaxandre, трагікомедія (1655)